# Hayera en Nadal
Hayera en Nadal (en árabe: حجار النحل‎, en lenguas bereberes: ⵃⵊⴰⵔ ⵏⵃⴰⵍ, en francés: Hjar Ennhal) es una localidad marroquí perteneciente al municipio de Buhalal, en la región de Tánger-Tetuán-Alhucemas. Desde 1912 hasta 1956 perteneció a la zona norte del Protectorado español de Marruecos.